# Pondok Cabe Udik
Pondok Cabe Udik is een bestuurslaag in het regentschap Tangerang Selatan van de provincie Banten, Indonesië. Pondok Cabe Udik telt 20.995 inwoners (volkstelling 2010).